# Cathédrale Notre-Dame-de-l’Assomption de Brescia
Cette  cathédrale n’est pas la seule cathédrale Notre-Dame-de-l'Assomption.
La cathédrale Notre-Dame-de-l’Assomption de Brescia (en italien : Cattedrale di Santa Maria Assunta) est une église catholique romaine de Brescia, en Italie. Elle est la cathédrale du diocèse de Brescia.

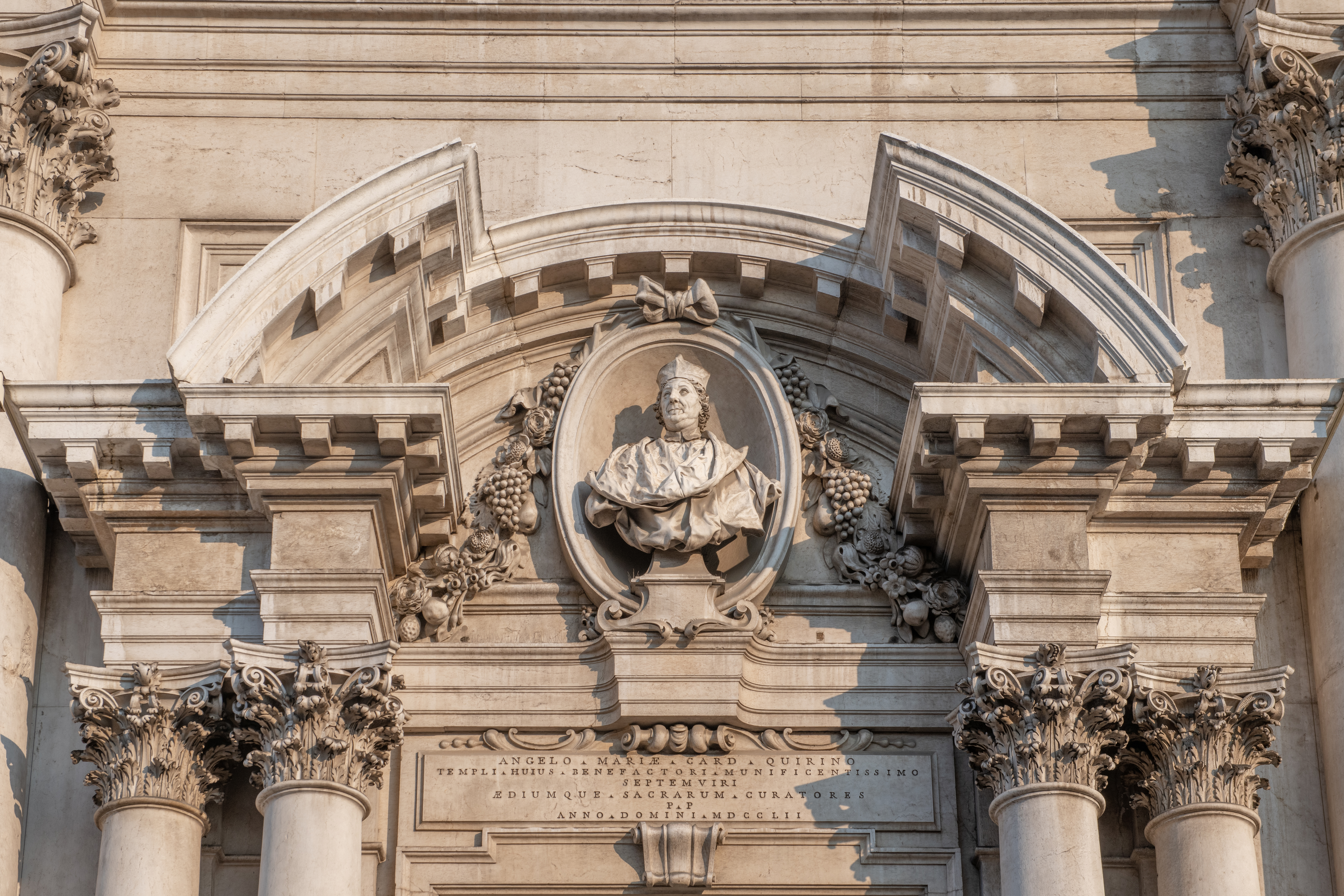
Entrée de la cathédrale de Brescia en 2017, buste du cardinal Quirini par Antonio Calegari.

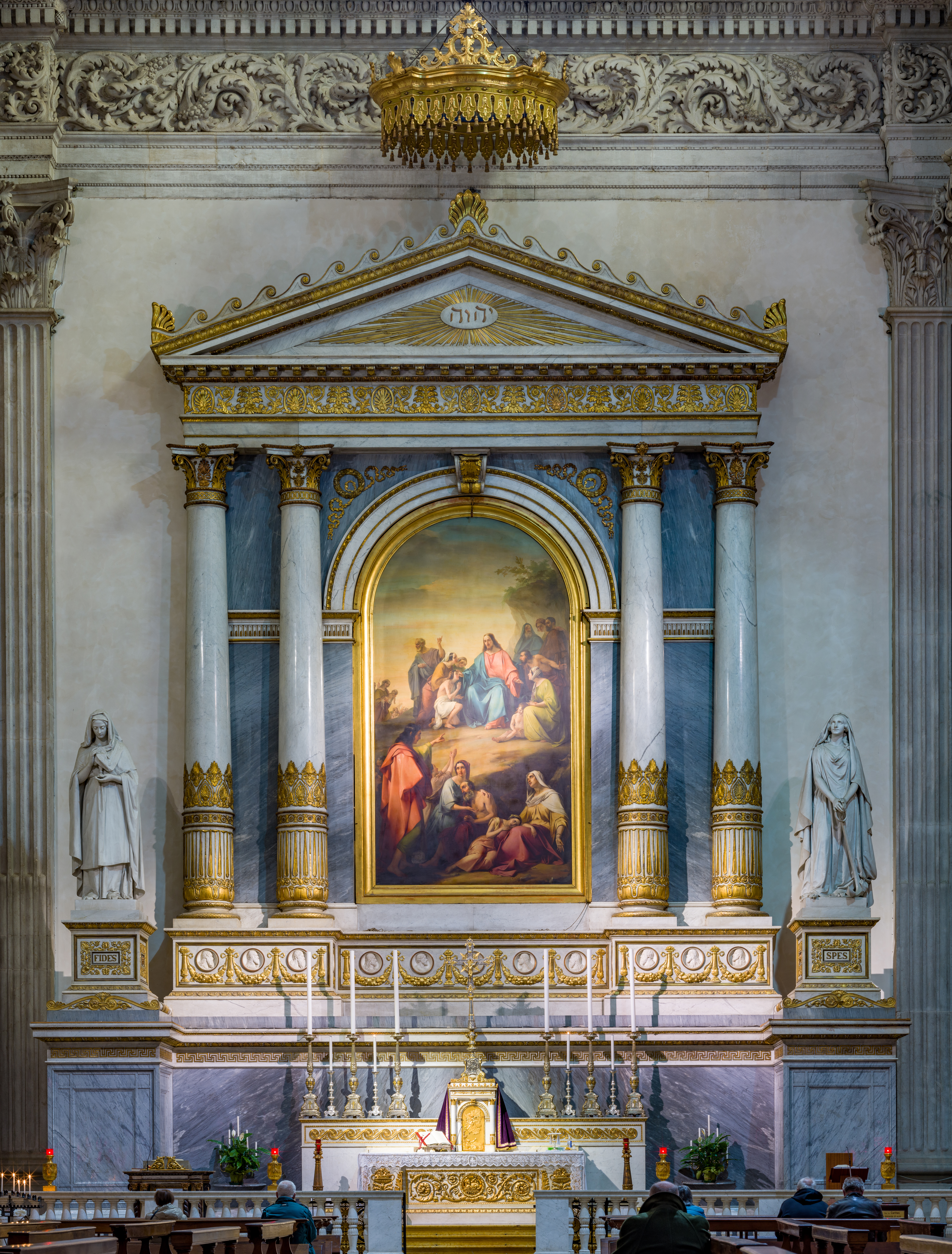
Un tableau de Rodolfo Vantini et Michelangelo Grigoletti exposé dans la cathédrale de Brescia. Mars 2021.

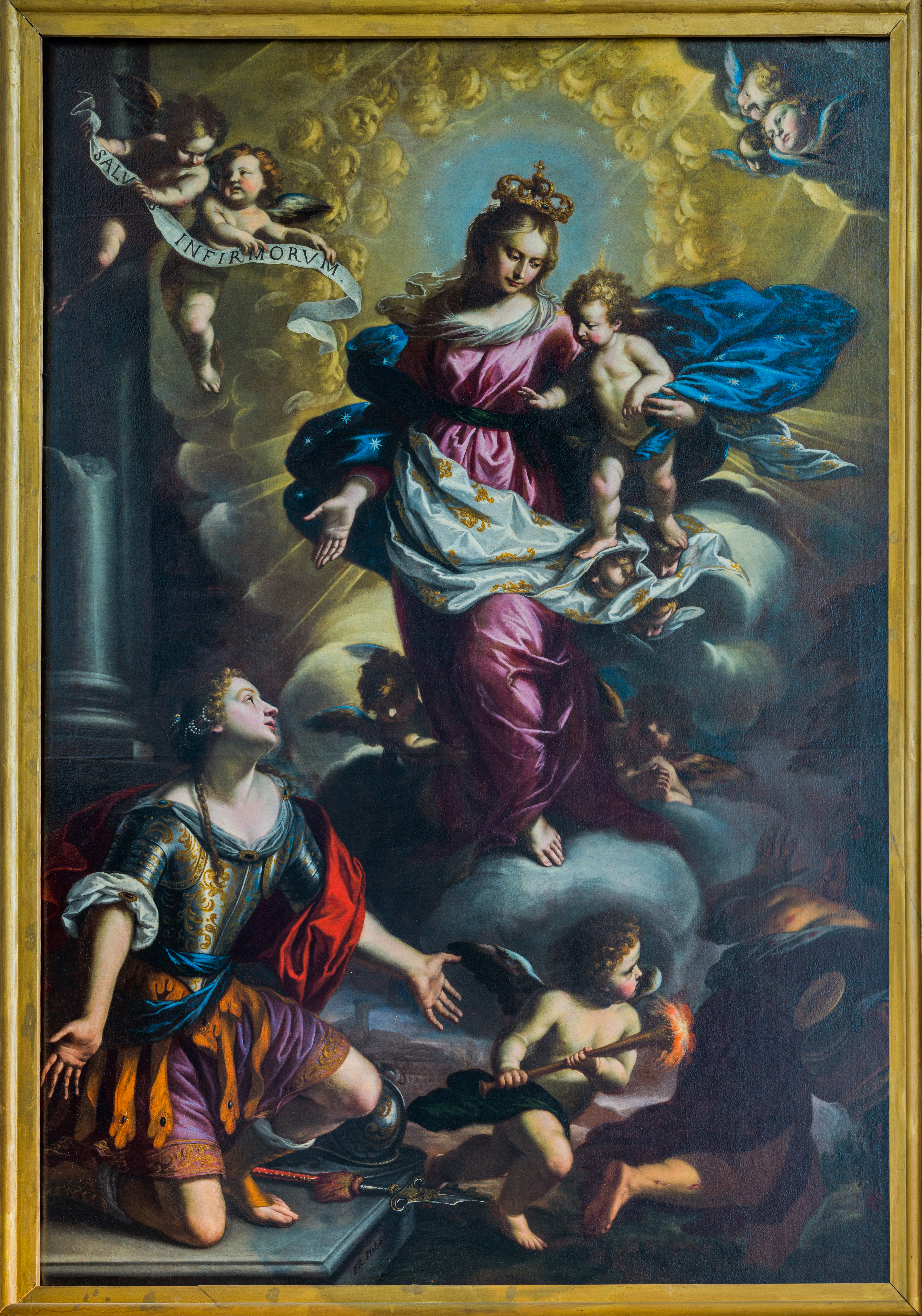
Allegorie de la ville de Brescia priant la vierge Marie. Peinture de Francesco Paglia, affichée dans la cathédrale de Brescia.